# Love (canción de Thalía)
«Love» es el segundo sencillo de Thalía del álbum Love, de 1992, la canción se titula igual que el álbum y fue lanzada también en 1992. La canción sonó ese año principalmente en las discotecas. Thalía compuso parte de la canción junto a Luis Carlos Esteban. El puente inicial de la canción tomó parte de la base de Everybody's Free (To Feel Good) de la cantante Rozalla lanzada en septiembre de 1991.

## Love/Remixes
La canción sólo tuvo un éxito moderado comparándola con su sencillo anterior, es la canción número 4 del álbum. La canción tiene 2 versiones del video y logró posicionarse en varias listas de popularidad.
REMIXES:
1- Love (Álbum Versión)
2- Love (Discoteque Club Mix)
3- Love (Nigths Club Mix)

## La canción
La canción comienza con unos coros diciendo "Love, Love, Love, Love" y Thalía diciendo "déjame amarte", habla de un amor cruel, agresivo y obsesivo y contiene referencias sexuales sutiles en frases como "siento tu calor, me sube el color, sabes, tu cuerpo me invita".

## Vídeo
En el especial de televisión LOVE y otras fantasías se muestra un video con Thalía y dos bailarines vestidos de negro bailando la canción.
Otro video muestra a Thalía baílando en bikini negro con bailarinas en un río.

## Listas
La canción alcanzó la posición número tres en la Ciudad de México.